# Sinophorus tumidus
Sinophorus tumidus là một loài tò vò trong họ Ichneumonidae.